# Linje 26
Linje 26 er en buslinje i København, der kører mellem Bellahøj og Sankt Annæ Plads, Skuespilhuset. Linjen er en del af Movias busnet og er udliciteret til Vikingbus, der driver linjen fra sit garageanlæg på Kanalholmen på Avedøre Holme. Linjen betjener blandt andet Indre By, Vesterbro, Frederiksberg, Vanløse, Brønshøj-Husum og Bellahøj. I 2023 havde den 1,6 mio. passagerer.
Linje 26 blev oprettet 25. maj 2003, hvor den blandt andet erstattede en del af linje 6.

## Fakta
- Stoppesteder
  - Bellahøj - Bellahøjhallen - Ved Bellahøj Nord - Hvidkildevej - Rødkilde Skole - Annebergvej - Brønshøjvej - Bellahøjvej - Jyllingevej - Børglumvej - Vanløse St. - Kilholmvej - Flintholm St. - Jernbane Allé - Langdraget - Peter Bangs Vej - Ålholm Plads - Vigerslevvej - Nakskovvej - Skellet - Søndre Allé - Langgade St. - Gåsebæksvej - Tingstedet - Sdr. Fasanvej - Gl. Jernbanevej - Bjerregårdsvej - Kammasvej - De Små Haver - Barfods Skole - Platanvej - Enghavevej - Frederiksberg Allé - Vesterbros Torv - Trommesalen - Hovedbanegården, Frihedsstøtten - Hovedbanegården, Tivoli - Glyptoteket - Stormbroen, Nationalmuseet - Gammel Strand St., Christiansborg - Holmens Kirke - Tordenskjoldsgade - Nyhavnsbroen - Sankt Annæ Plads, Skuespilhuset[1]

- Vigtige knudepunkter
  - Bellahøj, Jyllingevej, Vanløse St., Flintholm St., Ålholm Plads, Langgade St., Hovedbanegården, Gammel Strand St.